# Pagurapseudes inquilinus
Pagurapseudes inquilinus is een naaldkreeftjessoort uit de familie van de Pagurapseudidae. De wetenschappelijke naam van de soort is voor het eerst geldig gepubliceerd in 2007 door Bamber.